# CAC CA-12 Boomerang
El CAC Boomerang fue un caza monomotor de ala baja fabricado por la compañía australiana Commonwealth Aircraft Corporation (CAC) entre 1942 y 1945, y que estuvo en servicio en la Real Fuerza Aérea Australiana, con la que participó en la Segunda Guerra Mundial en labores de apoyo aéreo en Nueva Guinea y Borneo, donde empleó al máximo su maniobrabilidad. 
Era un avión de pequeñas dimensiones en comparación con otros cazas, que fue creado sobre la base de la maniobrabilidad y no a la rapidez, cumpliendo con su cometido, aunque la propaganda aliada también ayudó a su fama asegurando que el Boomerang tenía grandes prestaciones, sin señalar que su uso operativo estaba restringido a bajas altitudes. En grandes alturas su rendimiento no era muy bueno, por lo que comenzó a utilizarse para cooperar con las fuerzas terrestres en misiones de ataque.

## Historia y desarrollo
En diciembre de 1941, Japón entró en la Segunda Guerra Mundial y conquistó gran parte del Océano Pacífico y el sudeste asiático. Las fuerzas aéreas de los Aliados, sufrieron grandes bajas y daños. Los nipones seguían avanzando a toda marcha. Para enero de 1942, ya ocupaban algunas bases a solo unas millas de distancia del norte de Australia, y amenazaban con invadirla. Los australianos estaban en una situación desesperada, ya que sus fuerzas se encontraban combatiendo en parte de Europa y en el desierto del norte africano, al otro lado del mundo. No había tiempo para traer sus tropas y aviones y necesitaban una solución a toda prisa para defender el país.
Australia aceleró su producción de armamento. En aquel momento, el país solo disponía de dos aviones en producción: el Bristol Beaufort , bombardero y torpedero, y el CAC CA-3 Wirraway, utilizado para el entrenamiento avanzado.
Pero el 21 de diciembre de 1941, días después del ataque a Pearl Harbor, el gerente general (exjefe de diseño) de Commonwealth Aircraft Corporation (CAC), Lawrence Wackett y el jefe de diseño Fred David comenzaron a diseñar un avión (el Boomerang) utilizando como punto de partida el CA-3 Wirraway e introduciendo modificaciones de diseño se acoplaron las alas, tren de aterrizaje y cola de dicho avión a un nuevo fuselaje; como resultado se obtuvo un nuevo caza monoplaza, el CAC CA-12, conocido más tarde como Boomerang Mk.I.

## Historia operacional
El 19 de octubre de 1942, CA-12 A46-6 (bu. n.º 829 ) se convirtió en el primer Boomerang en alcanzar una unidad de entrenamiento / conversión, se puso inmediatamente en uso para pilotos de entrenamiento cuando fue transferido al OTU n.º 2 , de 1 ANUNCIO. [10] [17] En el rol de entrenamiento, aunque en general se consideraba un éxito según Rene, los pilotos sin experiencia operativa previa tenían dificultades para hacer la transición del Wirraway al Boomerang debido a su escasa visibilidad hacia adelante, la mira del reflector fue posteriormente reubicado para mejorar la visión del piloto. [17]
El Escuadrón n.º 83 se convirtió en la primera unidad de combate en recibir Boomerangs, cuando se le entregaron varios, reemplazando a los Airacobras, en el Aeródromo de Strathpine, en Strathpine, Queensland , el 10 de abril de 1943. [10] Unas semanas después, los CA-12 también fueron recibido por una unidad de defensa aérea de primera línea, el Escuadrón n.º 84 que estaba estacionado en el Aeródromo de Horn Island , en el Estrecho de Torres . La tercera unidad de caza Boomerang, el Escuadrón n.º 85 - como el Escuadrón n.º 83 - estaba realizando tareas de defensa local, en RAAF Guildford (conocido más tarde como Aeropuerto de Perth); los bumeranes reemplazaron a los búfalos del escuadrón.
El 16 de mayo de 1943, ocurrió el primer encuentro entre el Boomerang mientras realizaba tareas de patrulla aérea y aviones japoneses; un par de Boomerangs, piloteados por el oficial de vuelo Johnstone y el sargento Stammer, vieron tres bombarderos Mitsubishi G4M 'Betty' y abrieron fuego sobre ellos a 250 yardas, lo que provocó poco daño aparente y la retirada del enemigo. [18] En la noche del 20 de mayo de 1943, el teniente de vuelo Roy Goon se convirtió en el primer piloto de Boomerang en luchar en el continente australiano contra los bombarderos japoneses. [10] Goon, parte de un destacamento del Escuadrón n.º 85 en RAAF Learmonth , cerca de Exmouth, Australia Occidental , emprendiendo la defensa aérea de la base naval aliada enExmouth Gulf (nombre en código "Potshot"), despegó para interceptar bombarderos japoneses. [19] Después de que Goon los había avistado, los bombarderos dejaron caer sus cargas útiles lejos de su objetivo y abandonaron el área. [10] La mayoría de las patrullas permanentes transcurrieron sin incidentes. [18]
El Escuadrón n.º 84 había sido desplegado en una base de bombarderos de las Fuerzas Aéreas del Ejército de los EE. UU. En la isla Horn, frente a la costa del norte de Australia, en una medida para abordar los ataques aéreos japoneses y la continua escasez de cazas en esta área, que eran necesarios para una pequeña escala prevista. ofensiva en Nueva Guinea. [20] Sin embargo, el escuadrón solo tuvo un éxito modesto en este papel. La baja velocidad máxima del Boomerang y el bajo rendimiento a gran altitud significaban que el n.º 84 podía rechazar los ataques enemigos, pero rara vez podía acercarse lo suficiente a los aviones japoneses como para apuntar sus armas. [ cita requerida ]No hubo muchos ataques aéreos en esta área, y después de usar Boomerangs durante ocho meses, el Escuadrón n.º 84 se actualizó al Kittyhawk. Además de sus operaciones de defensa aérea, el n.º 84 también proporcionó cobertura para todos los envíos en el área durante este tiempo, incluso dentro de las 20 millas de Merauke , provincia de Papúa . [18]
Si bien los registros de la RAAF muestran que nunca se registró que el Boomerang hubiera destruido ningún avión enemigo, el tipo demostró ser más útil en su capacidad como un avión ligero de ataque terrestre utilizado por los escuadrones de cooperación del Ejército, a menudo reemplazando al Wirraway ligeramente armado en este papel. . [18] En esta misión vital, el Boomerang contribuyó directamente a la extensa guerra terrestre en las selvas del Pacífico Sudoccidental que a menudo se caracterizaba por acciones de unidades pequeñas ampliamente dispersas, que típicamente luchaban a corta distancia y con líneas de frente inciertas. Además de ametrallar a las fuerzas terrestres japonesas con cañones y ametralladoras, los bumeranes solían desplegar bombas de humo para marcar objetivos valiosos para que otras unidades atacaran. [18]La aeronave también se utilizó para avistamiento de artillería, lanzamiento de suministros aéreos, reconocimiento táctico y fumigación antipalúdica . [18]
El avión demostró ser ideal en este papel de ataque a tierra debido a una serie de cualidades que poseía. El Boomerang tenía el alcance para ir a donde fuera necesario cuando se basaba cerca de operaciones terrestres; tenía armamento pesado; era ágil y fácil de volar, lo que significaba que los pilotos podían acercarse a objetivos terrestres, evitar el fuego terrestre y terrenos accidentados; y contó con un blindaje extenso junto con un fuselaje de madera y aluminio que podría soportar un daño de batalla significativo. Algunas de las aeronaves fueron derribadas, incluidas dos "muertes" accidentales por parte de las fuerzas estadounidenses, y muchas resultaron dañadas durante accidentes durante el aterrizaje, a menudo porque el Boomerang era propenso a dar vueltas en el suelo . [10] [18]
El Escuadrón n.º 4 y el Escuadrón n.º 5 volaron Boomerangs en Nueva Guinea, la Campaña de las Islas Salomón y la Campaña de Borneo , también en el rol de apoyo cercano, con un éxito notable. [21] Volando en parejas (uno para observar el suelo, el otro para observar el aire a su alrededor), sus tareas incluían bombardeo, ametrallamiento, apoyo cercano de infantería y avistamiento de artillería. Al atacar formaciones enemigas más grandes, los Boomerangs a menudo operaban junto con aviones más grandes. En este papel, el Boomerang se acercaría para confirmar la identidad del objetivo y marcarlo con una bomba de humo de 20 libras (9 kg) con la aeronave "cooperante" entregando la artillería principal desde una distancia más segura. Una asociación entre el Escuadrón n.º 5 Boomerangs y se dijo que los cazabombarderos Corsair de la Royal New Zealand Air Force durante la Campaña de Bougainville fueron particularmente efectivos.
El 14 de agosto de 1945, el papel del Boomerang en tiempos de guerra llegó a su fin cuando se emitió la suspensión de todas las operaciones ofensivas contra objetivos terrestres, excepto el apoyo directo de las fuerzas terrestres aliadas en contacto con el enemigo. [1]
La Unidad de Comunicaciones n.º 8 operó varios Boomerangs para ayudar con las operaciones de rescate aéreo y marítimo en Nueva Guinea. [22]
El único CA-14A fue utilizado para la investigación por la Unidad de Desempeño de Aeronaves n.º 1 RAAF, y también fue adscrito a la Oficina de Meteorología por un período después de que terminó la guerra. [10]

## Variantes
CA-12 Boomerang Mk.I
La CAC inició con cinco aparatos construidos a principios de 1942. Luego, en febrero del mismo año produjeron 100 más, ordenados por la Royal Australian Air Force (R.A.A.F.). En total fueron fabricados 105 CA-12 Mk.1.
CA-13 Boomerang Mk.II
Fue la primera variante del Boomerang original con algunas modificaciones de menor importancia como las superficies de los alerones que pasaron a ser de metal en vez de tela. Estos fueron entregados a partir de agosto de 1943.
CA-14
sólo se construyó uno como modelo experimental con turbocompresor General Electric, para mejorar su función a alta cota.
CA-14A
un innecesario cambio que sufrió el CA-14 para tener su deriva y timón de dirección cuadrados.
CA-19 Boomerang Mk.II
lote final de producción que consistió en 49 aparatos con solo unas reformas sin importancia. Último ejemplar entregado en febrero de 1945

## Características

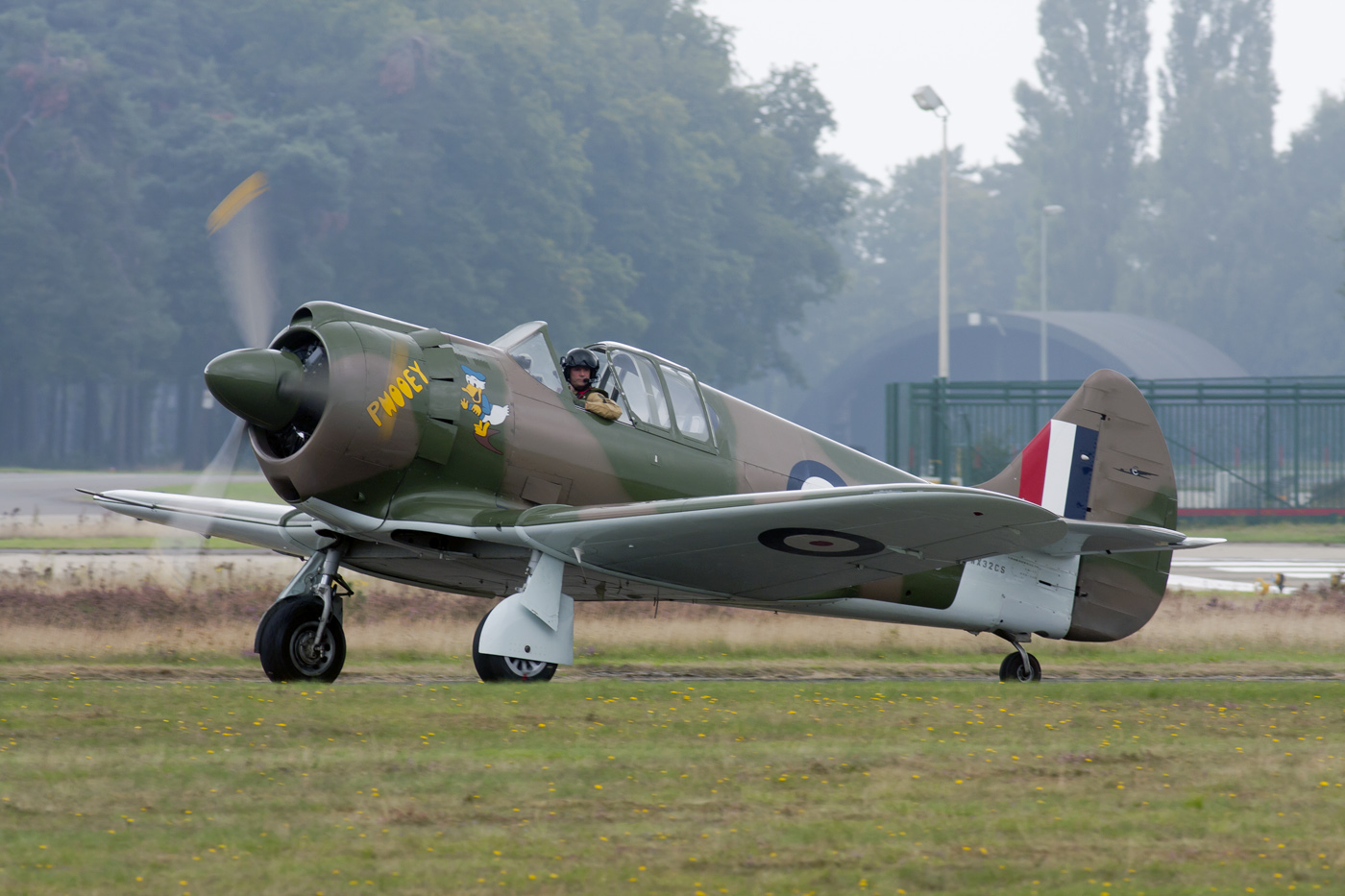
CAC CA-12 Boomerang

### Características generales
- Tripulación: 1 (piloto)
- Longitud: 7,77 m
- Envergadura: 10,97 m
- Altura: 2,92 m
- Superficie alar: 20,9 m²
- Peso vacío: 2437 kg (5371,1 lb)
- Peso cargado: 3294 kg (7260 lb)
- Peso máximo al despegue: 4000 kg (8816 lb)
- Planta motriz: 1× motor radial Pratt & Whitney R-1830.
  - Potencia: 895 kW (1200 HP; 1217 CV)
- Hélices: 1× tripala por motor.

### Rendimiento
- Velocidad máxima operativa (Vno): 491 km/h (305 MPH; 265 kt)
- Alcance: 1500 km (810 nmi; 932 mi)
- Régimen de ascenso: 11 m/s (2165 ft/min)
- Carga alar: 167 kg/m² (34,2 lb/ft²)
- Potencia/peso: 230 W/kg

### Armamento
- Ametralladoras: 

  - 4x M2 Browning de 7,70 mm
- Bombas: carga de bombas externas de 227 kg.
- Otros: 2x Hispano-Suiza HS.404 de 20 mm o CAC Cannons

### Desarrollos relacionados
- CAC Wirraway

### Aeronaves similares
- Brewster Buffalo
- Curtiss P-36 Hawk
- Curtiss-Wright CW-21
- Grumman F4F Wildcat
- North American P-64
- Vultee P-66 Vanguard
- Bloch MB.150
- Mitsubishi A6M Zero
- Nakajima Ki-43
- FFVS J 22

### Listas relacionadas
- Anexo:Cazas de la Segunda Guerra Mundial
- Anexo:Aeronaves militares utilizadas en la Segunda Guerra Mundial